# Rourea cassioides
Rourea cassioides är en tvåhjärtbladig växtart som beskrevs av William Philip Hiern. Rourea cassioides ingår i släktet Rourea och familjen Connaraceae. Inga underarter finns listade i Catalogue of Life.